# Arethusana daemon
Arethusana daemon är en fjärilsart som beskrevs av Hermann Stauder 1913. Arethusana daemon ingår i släktet Arethusana och familjen praktfjärilar. Inga underarter finns listade i Catalogue of Life.